# Disepalum coronatum
Disepalum coronatum är en kirimojaväxtart som beskrevs av Odoardo Beccari. Disepalum coronatum ingår i släktet Disepalum och familjen kirimojaväxter. Inga underarter finns listade i Catalogue of Life.